# Wilczki (Janowo)
Wilczki (deutsch Wilzken) ist eine nicht mehr offiziell genannte Ortsstelle in der polnischen Woiwodschaft Ermland-Masuren. Sie liegt im Gebiet der Gmina Janowo im Powiat Nidzicki (Kreis Neidenburg).
Die Ortsstelle Wilczki liegt in der südwestlichen Mitte der Woiwodschaft Ermland-Masuren, 13 Kilometer östlich der Kreisstadt Nidzica.
Wilzken war vor 1945 eine zum Staatsforst Grünfließ gehörende Försterei. 1883 wurde der kleine Ort in den Amtsbezirk Muschaken (polnisch Muszaki) im ostpreußischen Kreis Neidenburg eingegliedert. Am 4. November 1893 schlossen sich Wilzken und der Nachbarort Wientzkowen zur neuen Landgemeinde Wientzkowen (1938 bis 1945 Winsken, polnisch Więckowo) zusammen. Nach der Überstellung des südlichen Ostpreußen an Polen im Jahre 1945 erhielt Wilzken die polnische Namensform „Wilczki“ und wurde dann – wie bisher – „część wsi Więckowo“ (= „ein Teil des Dorfes Więckowo“) innerhalb der Landgemeinde Janowo im Powiat Nidzicki (Kreis Neidneburg).
Kirchlich war Wilzken vor 1945 über die Muttergemeinde Wientzkowen / Winsken in die evangelische Kirche Muschaken bzw. in die römisch-katholische Kirche Neidenburg eingepfarrt. Heute gehört Wilczki zur evangelischen Pfarrei Nidzica bzw. zur römisch-katholischen Pfarrei Muszaki.
Die Ortsstelle Wilczki liegt nördlich von Więckowo jenseits der Bahnstrecke Nidzica–Wielbark und ist von dort direkt zu erreichen.